# Tua... Mina
Tua... Mina è una raccolta della cantante Mina, pubblicata in Italia nel 1987 dall'etichetta discografica Carosello Records e distribuita dalla Dischi Ricordi.

## Il disco
Pubblicato e distribuito inizialmente nel 1980 dall'etichetta Dischi Ricordi per la linea 'Orizzonte' e solo sul LP (ORL 8401), viene ristampato nel 1987 dalla Carosello su tutti i tipi di formato: LP, audiocassetta e CD (ORL8847, ORK78847 e CDOR8847). Il formato LP mantiene la copertina originale del 1980, mentre i CD del 1987 la cambiano con quella simile a fondo verde, visibile nell'infobox a fianco, che per le cassette diventa rosso; anche se in alcune loro ristampe torna il verde.
Due sono i brani mai pubblicati prima su un album: Tua e Bum ahi! (che colpo di luna).

## Tracce
Lato A
1. 'Na sera 'e maggio – 3:17 – da Due note, 1961
2. Due note – 3:34 – da Due note, 1961
3. Il cielo in una stanza – 1:59 – da Il cielo in una stanza, 1960
4. Come sinfonia – 2:37 – da Due note, 1961
5. Tua – 2:09 (testo: Bruno Pallesi – musica: Walter Malgoni; edizioni musicali Peer) – Inedito su album (EP e singolo, 1959)[2]
6. Coriandoli – 3:10 – da Il cielo in una stanza, 1960

Lato B
1. Tintarella di luna – 3:00 – da Tintarella di luna, 1960
2. Folle banderuola – 2:20 – da Tintarella di luna, 1960
3. Moliendo café – 2:57 – da Moliendo café, 1962
4. Renato (Renata) – 2:08 – da Renato, 1961
5. Prendi una matita – 2:23 – da Due note, 1961
6. Bum ahi! (che colpo di luna) – 2:52 (testo: Leo Chiosso – musica: Lelio Luttazzi; edizioni musicali Suvini-Zerboni) – Inedito su album (singolo, 1961)